# BD+27 1311
BD+27 1311 — кратная звезда в созвездии Близнецов на расстоянии приблизительно 75 световых лет (около 22,9 парсек) от Солнца.
Вокруг звезды обращается, как минимум, одна планета.

## Характеристики
Первый компонент (WDS J07057+2728A) — оранжевый карлик спектрального класса M0V, или M0, или K7V. Видимая звёздная величина звезды — +10,184m. Масса — около 0,629 солнечной, радиус — около 0,614 солнечного, светимость — около 0,086 солнечной. Эффективная температура — около 4050 K.
Второй компонент (UCAC3 235-80756) — оранжевая звезда спектрального класса K. Видимая звёздная величина звезды — +14,79m. Эффективная температура — около 4798 K. Удалён на 13,5 угловой секунды.
Третий компонент (WDS J07057+2728C). Видимая звёздная величина звезды — +14,11m. Удалён на 74 угловых секунды.
Четвёртый компонент (WDS J07057+2728D). Видимая звёздная величина звезды — +14,41m. Удалён на 81,2 угловой секунды.
Пятый компонент (WDS J07057+2728E). Видимая звёздная величина звезды — +12,81m. Удалён на 96,5 угловой секунды.
Шестой компонент (WDS J07057+2728F). Видимая звёздная величина звезды — +14,68m. Удалён на 94,5 угловой секунды.

## Планетная система
В 2021 году группой астрономов было объявлено об открытии планеты HIP 34222 b.
В 2019 году учёными, анализирующими данные проектов HIPPARCOS и Gaia, у звезды обнаружена планета HIP 34222 c.